# Urfttal mit Nebentälern
Koordinaten: 50° 25′ 30″ N, 6° 33′ 46″ O
Das Naturschutzgebiet Urfttal mit Nebentälern liegt auf dem Gebiet der Gemeinde Dahlem im Kreis Euskirchen in Nordrhein-Westfalen.
Das Gebiet erstreckt sich nordöstlich des Kernortes Dahlem und nördlich des Dahlemer Ortsteils Schmidtheim entlang der Urft mit Nebentälern. Unweit westlich verläuft die Landesstraße L 204, nördlich verläuft die B 258 und östlich die B 51.

## Bedeutung
Für Dahlem ist seit 2001 ein 132,0 ha großes Gebiet unter der Kenn-Nummer EU-087 als Naturschutzgebiet ausgewiesen. Das Gebiet wurde unter Schutz gestellt, um den Lebensraum für mehrere nach der Roten Liste in Nordrhein-Westfalen gefährdete Tier- und Pflanzenarten zu erhalten und zu entwickeln.